# Ващенко, Наталья Юрьевна
Наталья Юрьевна Ващенко (8 сентября 1905, Полтава — 1 апреля 1986, Одесса) — советская актриса. Заслуженная артистка Украинской ССР (1950).

## Биография
Родилась 08(21) сентября 1905 года в Полтаве.
В 1926 году окончила студию при 1-м театре УССР им. Т. Шевченко, в котором работала до 1929 года.
В 1929—1936 годах — актриса харьковского театра «Березиль».
В 1936—1960 годах — актриса Одесского украинского музыкально-драматического театра. В 1950 году присвоено звание Заслуженная артистка УССР.
В 1960—1962 годах — актриса Ровненского украинского музыкально-драматического театра.
Снялась в трёх фильмах Одесской киностудии: короткометражке «Кони не виноваты» (1956, Софья Петровна), фильме «Крах инженера Гарина» (1973, пассажирка) и двухсерийном телефильме «Артём» (1978, хозяйка квартиры).
Умерла в 1986 году в Одессе.